# Schollene
Schollene là một đô thị thuộc huyện Stendal, bang Sachsen-Anhalt, Đức. Đô thị Schollene có diện tích 65,32 km², dân số thời điểm ngày 31 tháng 12 năm 2006 là 1396 người.